# Szojbułak
Szojbułak (ros. Шойбулак) – wieś (sieło) w Rosji, w Mari El, w rejonie miedwiediewskim. W 2010 liczyła 1283 mieszkańców.